# 19-та армія (СРСР)
Дев'ятнадцята а́рмія (19 А) — загальновійськова армія у складі Збройних сил СРСР з травня 1941 по травень 1945.

## Командування
- Командувачі:
  - генерал-лейтенант Конєв І. С. (червень — вересень 1941),
  - генерал-лейтенант Лукін М. Ф. (10 вересня 1941 — 20 жовтня 1941),
  - генерал-лейтенант Болдин І. В. (20 жовтня — 24 листопада 1941),
  - генерал-лейтенант Кузнєцов В. І. (20 — 23 листопада 1941),
  - генерал-майор Морозов С. І. (березень 1942 — травень 1943);
  - генерал-майор, з лютого 1944 генерал-лейтенант Козлов Г. К. (травень 1943 — березень 1945);
  - генерал-лейтенант Романовський В. З. (березень 1945 — до кінця війни).